# Rheumaptera nigrescens
Rheumaptera nigrescens är en fjärilsart som beskrevs av Cockerell 1889. Rheumaptera nigrescens ingår i släktet Rheumaptera och familjen mätare. Inga underarter finns listade.